# Kasenengwa
Kasenengwa ist einer von fünfzehn Distrikten in der Provinz Ostprovinz in Sambia. Er hat eine Fläche von 1967 km² und es leben 155.570 Menschen in ihm (2022). Er wurde 2018 vom Distrikt Chipata abgespaltet.

## Geografie
Der Distrikt befindet etwa 430 Kilometer nordöstlich von Lusaka. Er liegt auf einer mittleren Höhe zwischen 900 und 1100 m. Ein Stück der Nordgrenze wird vom Fluss Lutembwe gebildet. Einen kleinen Teil des Distriktes nimmt das Lupande Schutzgebiet ein, das überwiegend im Distrikt Mambwe liegt.
Der Distrikt grenzt im Süden an die Distrikte Chipata und Katete, im Westen an Mambwe und im Norden an Chipangali.